# 太阳诱电

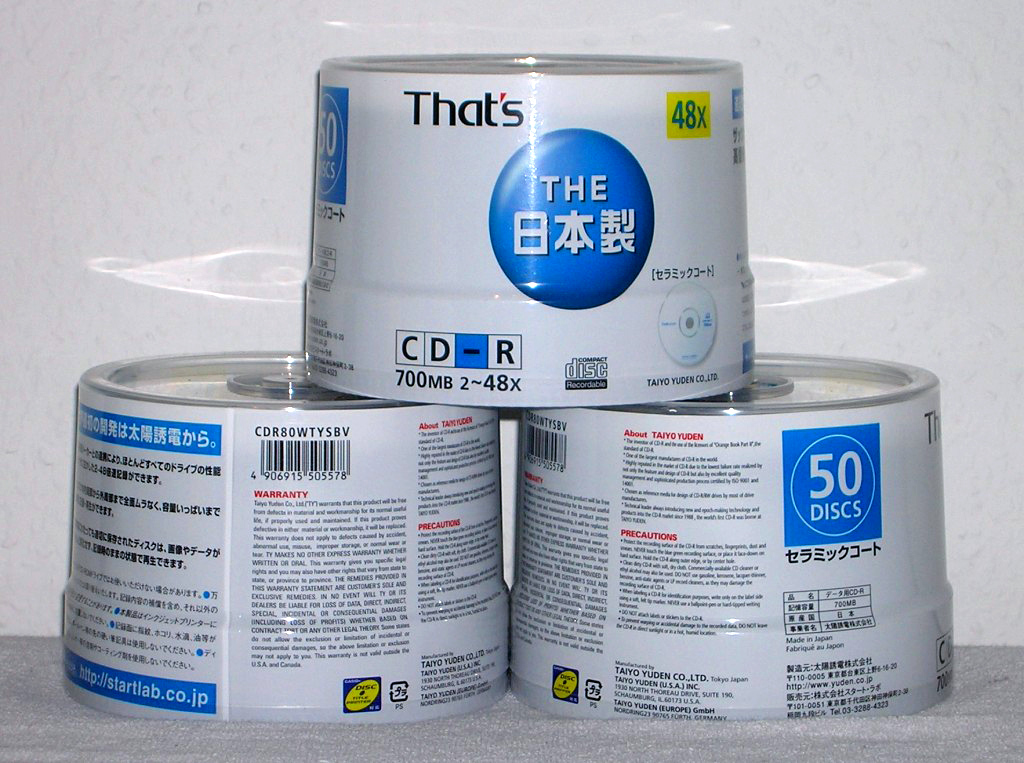
That's CD-R

太阳诱电（太陽誘電）是受动电子元件的生产商，由於成功开发了CD-R（「That's」系列产品）而为世人所熟知。作为研究者的佐藤彦八在1950年创建了这家公司。总部设在日本东京都，主要的生产工厂集中于日本群马县，马来西亚，韩国，中国等地。
公司的主要产品是以陶瓷电容器和陶瓷电阻器为主的被動元件，以及运用电子元件的相关技术高密组装而成的组合件（Assembly part）。该公司针对个人电脑和手机生产的陶瓷电容器拥有世界第二的市场份额。同时主力电子元件以外，还生产CD-R和各种DVD燒錄光碟片；对于蓝光光盘的研究，该公司也投入了大量的研发精力。
太阳诱电的光盘生产是由设置在日本福岛县伊达市的子公司「That's福岛」来进行「一条龙」生产。並为索尼、富士膠卷、TDK以及麥克賽爾索尼集團等知名企业的重要零組件供應商。
2015年6月11日，太阳诱电宣布全面退出光碟片市場，並預定於2015年12月結束販售燒錄光碟片。

## 外部連結
- 太阳诱电（页面存档备份，存于）（日語）